# ПСМ-1
ПСМ-1 (от бълг. противопехотна скачаща мина обр. 1) е противопехотна скачаща осколочна мина за кръгово поражение.
ПСМ-1 е била разработена в началото на 60-те години в НРБ. Произвеждана е в завод „Фридрих Енгелс“ в гр. Казанлък, известен като завод № 10. Мината е била на въоръжение в Българската Народна Армия /БНА/. Експортирана за Ангола и Камбоджа. Понастоящем (2009 г.) мина ПСМ-1 не се произвежда.
Конструкцията на мината произхожда от немската подскачаща мина SMI-35 от времето на Втората световна война /ВСВ/. При сработаване на взривателя, пламъкът възпламенява барутен забавител, който по запалителна тръбичка запалва взривен заряд, състоящ се от черен барут. Последният изстрелва мината на височина около 0,4 – 1,4 m. В това време продължава горенето на барутния забавител. Когато пламъка достигне капсул-детонатора, последният се взривява и детонира основния заряд на мината. Поражение нанасят готови осколочни елементи (~1200 сачми) с маса от по 1 gr. всеки, заложени в корпуса на мината. Мината, взривяваща се във въздуха е способна да порази с осколки даже бойци, лежащи на земята.

## Тактико-технически характеристики
- Материал на корпуса — метална сплав ЦАМ-4;
- Маса – 2,69 kg;
- Маса на взривното вещество (хексоген) – 165 gr.;
- Маса на метателния заряд (димен барут) – 5 gr.;
- Диаметър на корпуса – 74,6 mm.;
- Височина на корпуса – 135 mm.;
- Диаметър на зоната на датчика на натиск от целта – 50 mm.;
- Диаметър на зоната на сработване на датчика за напрежение от целта – до 15 m.;
- Радиус на поражение – до 30 m.;
- Време за привеждане в боево положение – от 2 min до 4 h;
- Температурен диапазон на работа – от −40 до +40 °С.